# Партія зелених (Норвегія)
Партія зелених (норв. Miljøpartiet De Grønne; нюн. Miljøpartiet Dei Grøne) — норвезька політична партія. Партія займає одне місце у парламенті Норвегії, а також має представництво в муніципальних радах та повітових радах. Партія зелених виступає за зелену політику, і вона описується в центрі уваги академіків та виборців.
Партія Зелених є членом Європейської Партії Зелених та Глобальних Зелених, і була заснована з німецькими Зеленими як заявлена модель. Вона підтримує тісні зв'язки з іншими зеленими партіями, включаючи німецькі зелені та шведські зелені.

## Історія
Процес формування нової національної зеленої партії в Норвегії був започаткований у грудні 1984 року, з офіційним запуском у 1988 році. Серед піонерів були пізній філософ Арне Несс, дослідник миру Йохан Галтунг та філософ Зигмунд Квавой Сетренг.
На місцевих виборах у період з 1991 по 2009 роки Партія зелених склала 6-8 представників, які були обрані кожного разу. На національних виборах партія ніколи не перевищувала 0,5 % підтримки.
З 2005 року «Зелені» відзначають значне збільшення кількості членів, а нові члени виходять з широкого кола інших партій, у тому числі сім установлених парламентських партій.

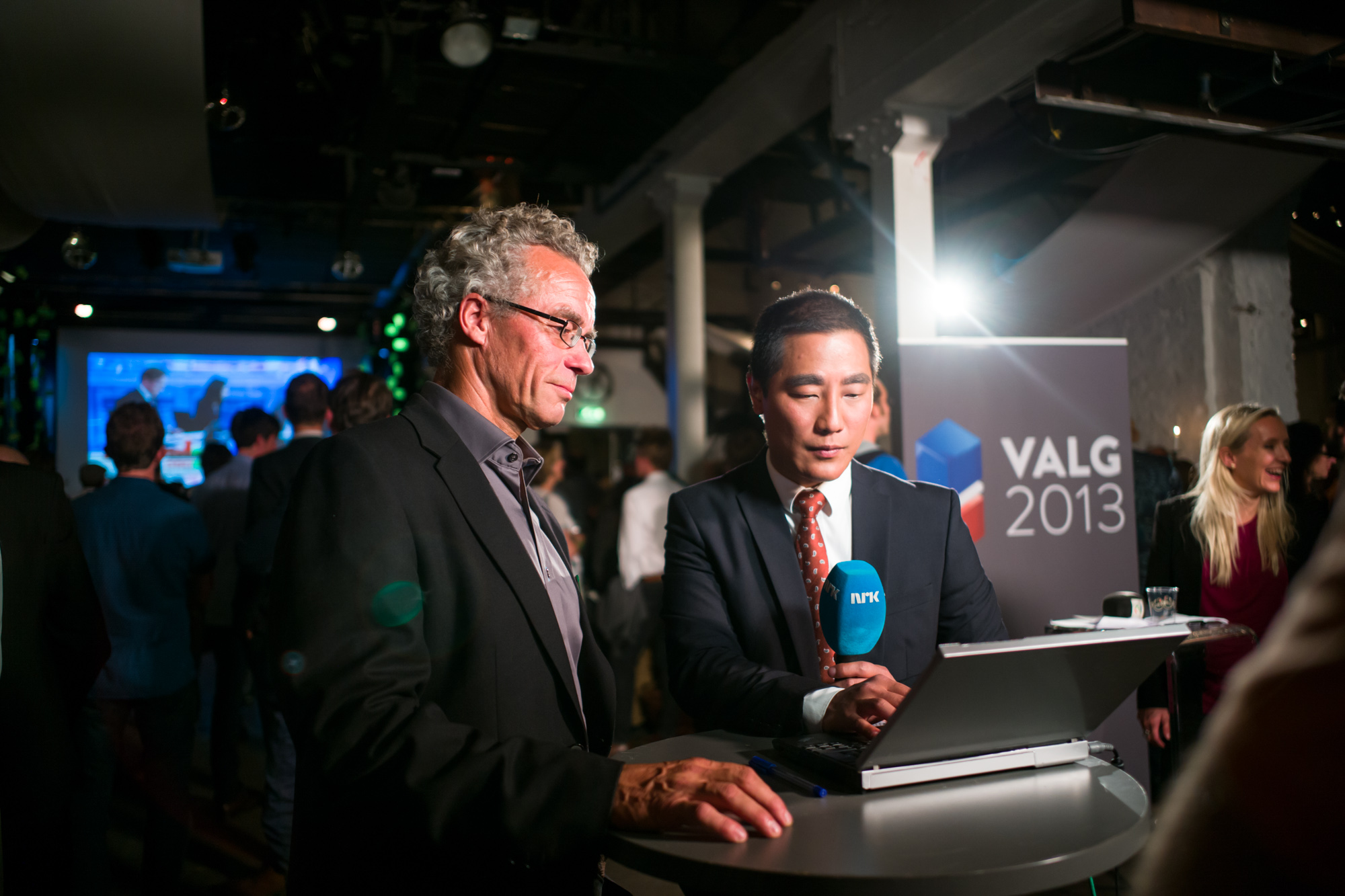
Депутат парламенту, Расмус Ханссон, під час інтерв'ю Норвезькій телерадіокомпанії в ніч виборів 2013 року.

На муніципальних виборах 2011 року партія отримала свій перший місцевий прорив, отримавши близько 22 000 голосів на національному рівні. Двома роками пізніше, під час кампанії на загальних виборах 2013 року, партія побачила суттєвий підйом у опитуваннях громадської думки. Зелені отримали широке визнання того, що вони певною мірою отримають парламентське представництво. Під час виборів «зелені» зібрали понад 79 тисяч голосів, зробивши їх 8-й найбільшою партією в країні. Цей підрахунок голосів складає 2,8 відсотка голосів. Високоповажний кандидат від Осло Расмус Ханссон був обраний до парламенту, ставши першим зеленим депутатом.
На місцевих виборах 2015 року Партія зелених вперше завоювала 4 % на національному рівні та отримала третє місце в Осло.

## Ідеологія
Партія Зелених є одним з глобальних політичних партій та рухів екологів. Як учасник загальноєвропейської Європейської партії зелених, норвезькі зелені виступають за соціальну прогресивність та справедливість. Основний акцент партії — захист навколишнього середовища та екологічна стійкість. Партія прагне запровадити податок на марнотратне споживання та реорганізацію харчової промисловості. Зелені також заявляють про підтримку реформ в аграрній промисловості, збільшенні виробництва органічних культур та зміцненні екологічно чистого аграрного сектору.
Партія зелених прагне зменшити норвезький видобуток нафти, щоб протидіяти серйозним кліматичним змінам. Пропозиція полягає в припиненні видобутку до 2033 року.
Партія не має лідера в традиційному сенсі, а керує партією національний виконавчий комітет, який складається з семи осіб. Серед членів ради дві особи (в даний час Расмус Ханссон та Уне Айна Бастхольм) виступають національними представниками партії. Усі партійні представники обираються під час щорічної партійної конвенції.

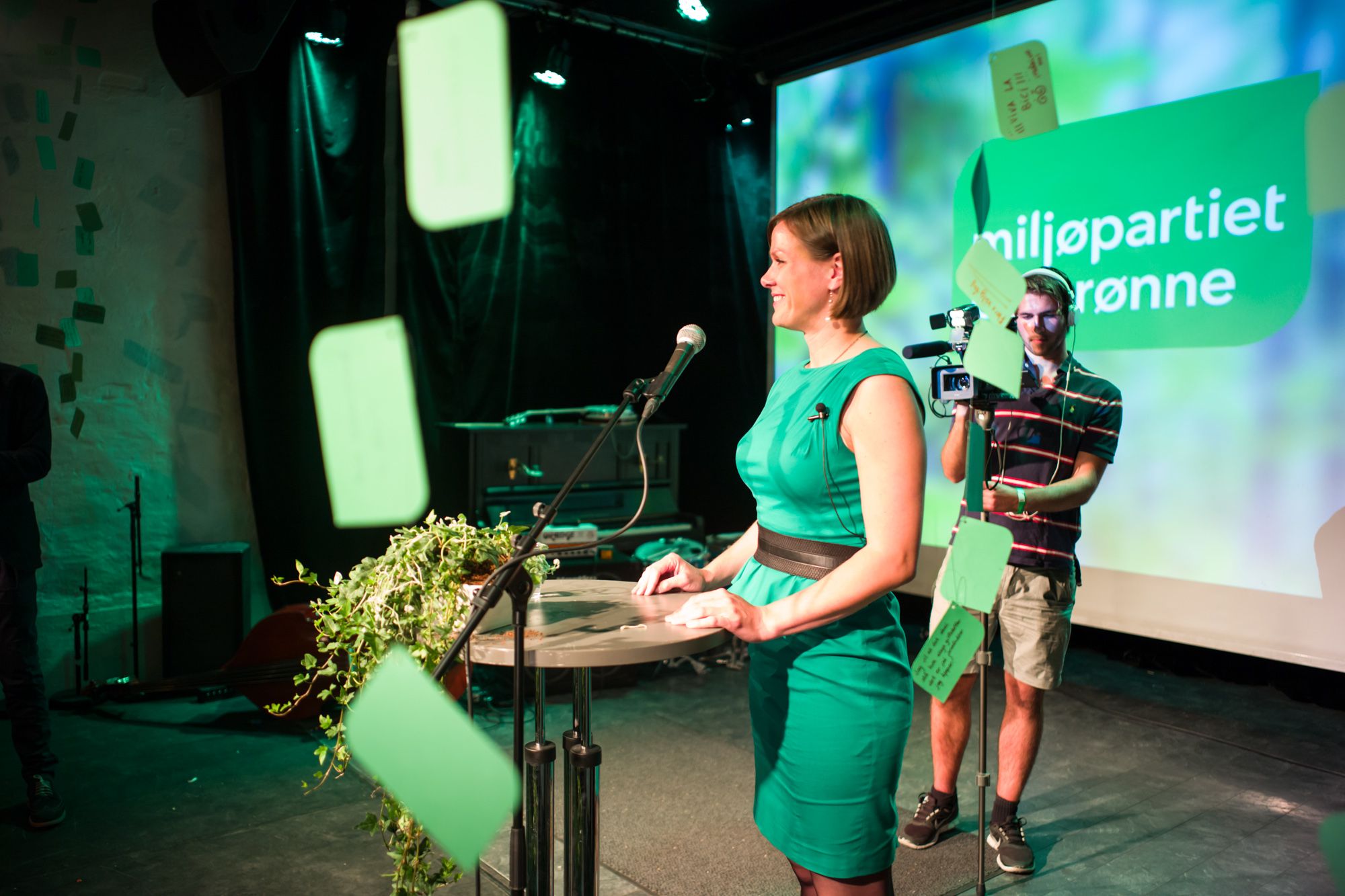
Колишній представник партії, Ганна Маркуссен.

## Представництво у Стортингу
| Рік  | % голосів | місць   |
| ---- | --------- | ------- |
| 1989 | 0.4 %     | 0 з 165 |
| 1993 | 0.1 %     | 0 з 165 |
| 1997 | 0.2 %     | 0 з 165 |
| 2001 | 0.2 %     | 0 з 165 |
| 2005 | 0.1 %     | 0 з 169 |
| 2009 | 0.3 %     | 0 з 169 |
| 2013 | 2.8 %     | 1 з 169 |
| 2017 | 3.2 %     | 1 з 169 |